# 133
133（一百三十三）是132與134之間的自然數。

## 在數學領域上
- 第100個合數，正因數有1、7、19和133。前一個為132。
質因數分解為{\displaystyle 7\times 19}。
- 虧數，真因數和為27，虧度為106。
- 第91個不尋常數，大於平方根的質因數為19。前一個為131、下一個為134。
- 第44個半質數。前一個為129、下一個為134。
- 第82個無平方數因數的數。前一個為131、下一個為134。
- 第44個十进制的哈沙德數。前一個為132、下一個為135。
- 第57個十进制的等數位數。前一個為131、下一個為134。

## 在通訊上
- 在撥打香港電話前加上133，變為停止示號功能。（對方會顯示「私人號碼」）

## 在其他領域上
- 五十鈴LT133旅遊巴士底盤。